# Brilliance BC3
La Brilliance BC3 ou Brilliance Coupé ou Brilliance M3 est une automobile chinoise produite par le constructeur Brilliance sortie en 2008.

## Ventes en Chine
| Année  | 2009  | 2010 | 2011 | TOTAL |
| ------ | ----- | ---- | ---- | ----- |
| Ventes | 1 300 | 845  |      | 2 145 |